# 洛藏灣
65°5′S 63°23′W / 65.083°S 63.383°W

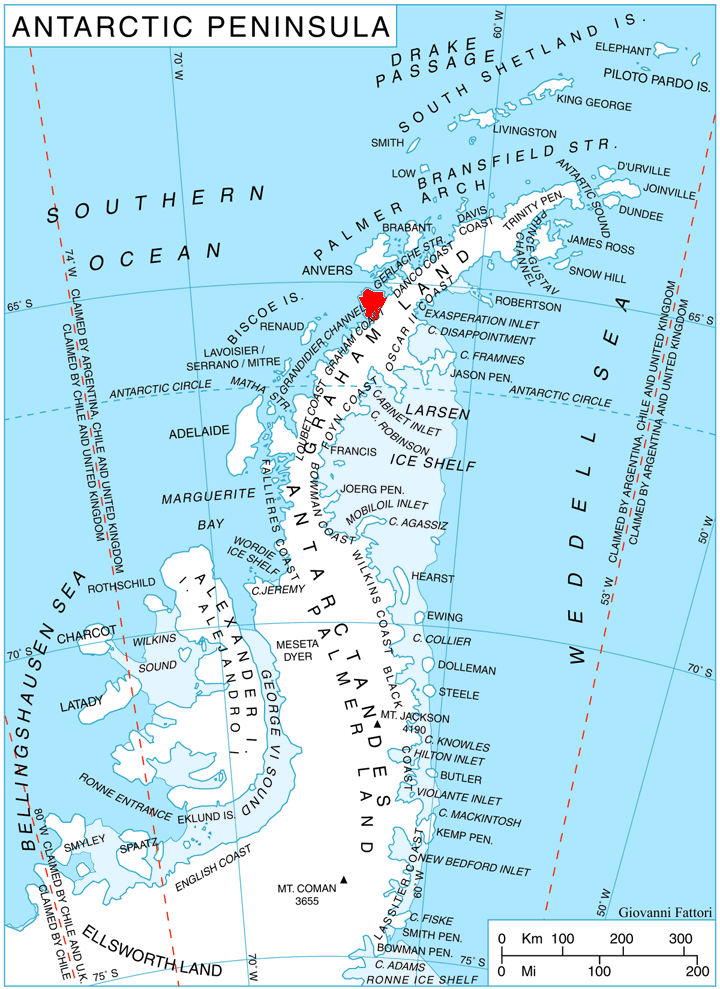

洛藏灣（Lauzanne Cove），是南極洲的海灣，位於葛拉漢地的丹科海岸，處於古尤群島以南，寬4公里，由讓-巴蒂斯特·夏古率領的法國探險隊繪入地圖，現時由南極條約體系管理。